# 37a edició dels Premis Sant Jordi de Cinematografia
La 37a edició dels Premis Sant Jordi de Cinematografia va tenir lloc el 14 de juny de 1993, patrocinada per Ràdio Nacional d'Espanya. En un intent de recuperar l'esplendor perdut els darrers anys, la cerimònia es va celebrar a l'Estació del Nord i fou presentada per Àngels Gonyalons i Carles Sabater. Fou retransmesa en diferit el dia 23 a la 2.
Hi va assistir el director de TVE Diego Carcedo i el de RNE Josep Maria Balcells i Gené, el ministre de cultura Jordi Solé Tura, el president del Parlament de Catalunya Joaquim Xicoy i el conseller de cultura Joan Guitart.

## Premis Sant Jordi
| Categoria                            | Premiat               | Labor premiada                                         |
| ------------------------------------ | --------------------- | ------------------------------------------------------ |
| Millor pel·lícula espanyola          | Belle Époque          | Pel·lícula                                             |
| Millor pel·lícula estrangera         | Sense perdó           | Clint Eastwood                                         |
| Millor opera prima                   | Vacas                 | Julio Medem                                            |
| Millor actor espanyol                | Javier Bardem         | Jamón, jamón                                           |
| Millor actriu espanyola              | Ariadna Gil           | Amo tu cama rica                                       |
| Millor actor estranger               | Harvey Keitel         | Reservoir Dogs                                         |
| Millor actriu estrangera             | Irène Jacob           | La Double vie de Véronique                             |
| Premi Especial del jurat             | El sol del membrillo  |                                                        |
| Premi a la labor pel cinema espanyol | Joan Pineda i Sirvent | Aportació cultural a la recuperació del cinema clàssic |